# Das Rad der Zeit: Drohende Schatten
Drohende Schatten ist das erste Buch im Fantasy-Zyklus Das Rad der Zeit des US-amerikanischen Schriftstellers Robert Jordan.

## Allgemeines
„Drohende Schatten“ ist das erste Buch des in der deutschen Übersetzung 37 Bände umfassenden Fantasy-Zyklus „Das Rad der Zeit“. Es erschien erstmals 1990 in den USA unter dem Titel „The Eye of the World“ und 1993 im deutschen Heyne Verlag, allerdings wurde die Originalausgabe im Deutschen, wie alle späteren Teile der Reihe auch, in mehrere Bücher aufgeteilt. Der erste Teil hat den Titel „Drohende Schatten“, der zweite „Das Auge der Welt“. Seit 2004 gibt es im Piper-Verlag die Bände wieder komplett, also dem englischen Original entsprechend. Damit ist „Drohende Schatten“ der erste Teil des Bandes „Das Rad der Zeit 1 – Das Original: Die Suche nach dem Auge der Welt“. In dieser Sonderedition erschien auch erstmals eine deutsche Übersetzung der Vorgeschichte.

## Inhalt

### Vorgeschichte
Die Vorgeschichte handelt von der neunjährigen Egwene al'Vere, der Tochter des Bürgermeisters. Sie muss, wie die anderen Kinder in ihrem Alter, Wasser vom Fluss zu den schwitzenden Erwachsenen bringen. Die Männer scheren Schafe, die Frauen sortieren die Wolle, und da es an diesem Tag sehr warm ist, brauchen sie Wasser zum Trinken. Als sie auf eine Gruppe Jungen aufmerksam wird, folgt sie diesen und bekommt so die Geschichte, die ihnen ein Arbeiter aus dem Dorf erzählt, mit. Sie handelt von Lews Therin, der vor tausenden Jahren den Krieg gegen Dunklen König führte und diesen gewann. Während die Geschichte erzählt wird, wird die Gruppe von vielen Raben beobachtet, was aber nur Egwene auffällt.
Diese Vorgeschichte erschien im Amerikanischen 2002 unter dem Titel „Ravens“ (deutsch: „Raben“) und im Deutschen 2004 im Sammelband „Das Rad der Zeit 1 – Das Original: Die Suche nach dem Auge der Welt“.

### Haupthandlung
Die Geschichte handelt von Rand al'Thor, der mit seinem Vater Tam im Westwald lebt. Eines Winters machen sich Rand und Tam in das nicht weit entfernte Dorf Emondsfelde auf, denn dort wird traditionell im Winter ein Fest gefeiert, zu dem Rand und Tam einige Fässer Apfelschnaps beisteuern wollen. Auf dem Weg ins Dorf bemerkt Rand einen schwarz gekleideten, geheimnisvollen Reiter, aber als er seinen Vater auf den Reiter aufmerksam macht, ist dieser plötzlich verschwunden.
Im Dorf angekommen, erfahren die beiden, dass es mit den Vorbereitungen schleppend vorangeht, so ist beispielsweise der Händler, der ein Feuerwerk bringen sollte, wegen des harten Winters noch nicht angekommen. Dort trifft Rand außerdem seinen Freund Mat, der wegen seiner Streiche im ganzen Dorf bekannt ist. Auch Mat hat den schwarzen Reiter gesehen, wie er Rand sagt. Außerdem sind mehrere Fremde ins Dorf gekommen, was für ein kleines Bauerndorf wie Emondsfelde eine große Neuigkeit ist. Die Fremden sind der Gaukler Thom Merrilin sowie Lady Moiraine und deren Leibwächter Lan. Und wieder wird das Dorf von Raben beobachtet, was aber nur Rand und Mat auffällt.
Kurz darauf kommt ein fahrender Händler ins Dorf, der Neuigkeiten über einen entfernten Krieg bringt und damit in Emondsfelde für Aufregung sorgt. Sofort wird der Dorfrat einberufen, der sich in einer Schenke unter Ausschluss der Öffentlichkeit mit dem fahrenden Händler berät. Währenddessen kommt der Gaukler aus der Schenke, da ihn der Rat nicht bei der Sitzung haben will und beginnt, die Leute vor der Schenke in Gespräche zu verwickeln und Kunststücke vorzuführen.
Nach einiger Zeit hat sich der Dorfrat entschieden. Man werde nachts Wachen aufstellen und Flüchtlinge aufnehmen, sich aber nicht am Krieg beteiligen.
Da das Fest erst am nächsten Tag stattfindet, machen sich Rand und Tam wieder auf den Heimweg, und Tam enthüllt Rand, dass er ihm in Bezug auf den schwarzen Reiter glaubt, da es sich bei der Dorfratssitzung herausgestellt habe, dass mehrere Jungen in Rands Alter den Reiter gesehen haben.
Daheim angekommen, verrichten sie erst einmal ihre täglichen Arbeiten auf dem Bauernhof. Doch in der Nacht wird der Bauernhof von Trollocs, tierähnlichen Wesen, angegriffen. Tam verteidigt sich mit einem Schwert und wehrt die ersten Angriffe ab. Den beiden gelingt es schließlich, in den Wald zu fliehen, doch Tam ist schwer verletzt, bekommt hohes Fieber und fängt schließlich an, im Delirium zu reden. So erzählt er Rand unwissentlich, dass dieser gar nicht sein eigenes Kind ist. Rand will seinen Vater zum Dorf bringen, kann ihn aber nicht die ganze Strecke hinweg tragen, weswegen er sich zum Haus zurückschleicht. Die Trollocs sind verschwunden, so kann er schnell alles Nötige auf einen Karren laden und zu seinem Vater zurückkehren. Diesen befördert er mit dem Karren nach Emondsfelde. Auf dem Weg wird er von Trollocs und dem schwarzen Reiter überholt, sie bemerken Rand und Tam jedoch nicht. Auch Emondsfelde wird von den Trollocs überrannt und teilweise abgebrannt. Ein Teil des Dorfs steht jedoch noch, was Moiraine zu verdanken ist. Wie sich herausstellt, ist sie eine Aes Sedai, eine Art Zauberin, welche die weibliche Seite der „Einen Macht“ lenken kann. Da die Dorfheilerin Tams Wunden nicht heilen kann, bittet er Moiraine um Hilfe. Diese heilt Tam und erzählt Rand, dass die Raben Spione des Dunklen Königs sind, und dass der schwarze Reiter ein Myrddraal, auch Halbmensch genannt, ist.
Für Tams Heilung verlangt Moiraine ein Belohnung: Sie will, dass Rand und seine beiden Freunde Mat und Perrin mit ihr und Lan nach Tar Valon kommen, weil sie glaubt, dass der schwarze Reiter und die Trollocs junge Männer in Rands Alter suchen, da Rand und seine Freunde selben Alters sind und auch nur sie den schwarzen Reiter gesehen haben.
Bevor die Gruppe losgeht, erwacht jedoch noch Tam aus seinem Fieber und Rand erzählt ihm von seinen Plänen. Als die Nacht hereinbricht, machen sich Moiraine, Lan, Rand, Mat, Perrin und Egwene, die bei der Dorfheilerin eine Lehre macht, auf den Weg nach Tar Valon.
Als sie das Dorf verlassen, werden sie gleich von Raben, den Spionen des Dunklen Königs, verfolgt. Ihnen gelingt es jedoch, die Verfolger abzuhängen, indem sie mit einer Fähre über den Fluss Taren übersetzen und diese danach zerstören. Ohne weitere Vorkommnisse gelangen sie in die Stadt Baerlon, wo sich die Gruppe in einem Gasthaus einquartiert. Dort treffen sie die Dorfheilerin Nynaeve, die sie dazu bewegen will, wieder in das Dorf zurückzukehren, was die jungen Männer aber nicht tun, und von nun an reist Nynaeve mit ihnen. Doch auch in Baerlon werden sie von Myrddraal entdeckt und müssen erneut fliehen. Als sie die Stadt verlassen, folgt ihnen ein großes Trolloc-Heer. Es kommt auch zum Kampf, doch wieder können sie flüchten.
Da sich die Gruppe östlich in Richtung Tar Valon halten muss, beschließen sie, den Fluss Manetheren zu überqueren. So kommen sie auch an der verlassenen Ruinenstadt Aridhol vorbei und rasten in einem verlassenen Haus. Rand, Mat und Perrin wollen die Stadt erkunden und treffen daraufhin einen Schatzjäger namens Mordeth. Dieser will, dass die jungen Männer ihm helfen, gefundene Schätze für den Transport auf Pferde zu laden. Wie sich herausstellt, ist das Ganze eine Falle; den dreien gelingt es aber, zum Rest der Gruppe zurückzukehren.
Derweilen werden sie jedoch wieder von Trollocs verfolgt und reisen durch die Stadt weiter. In der Stadt liegt ein seltsamer Nebel und jeder, der ihn berührt stirbt. Die Gruppe teilt sich unabsichtlich auf: Rand, Mat und der Gaukler Thom Merrilin finden Zuflucht auf einem Schiff, Nynaeve trifft auf Moiraine und Lan, und Perrin auf Egwene.